# Monique Knol
Monique Knol, född den 31 mars 1964 i Wolvega, Nederländerna, är en nederländsk tävlingscyklist som tog OS-guld i linjeloppet vid olympiska sommarspelen 1988 i Seoul och därefter OS-brons i samma disciplin vid olympiska sommarspelen 1992 i Barcelona. 